# オーシャンズ11
『オーシャンズ11』（オーシャンズ・イレブン、原題: Ocean's Eleven）は、2001年のアメリカ映画。主人公ダニー・オーシャン率いる11人の犯罪スペシャリスト集団が、ラスベガス三大カジノの金庫室にある1億6000万ドル以上の現金を狙うケイパー映画。フランク・シナトラが主人公を務めた1960年の映画『オーシャンと十一人の仲間』のリメイク作品。監督はスティーヴン・ソダーバーグ。主演はジョージ・クルーニー、ブラッド・ピットほかハリウッドを代表する豪華俳優が多数出演した。
本作のヒットを受けて続編『オーシャンズ12』（2005年）、『オーシャンズ13』（2007年）が製作され、2018年にはスピンオフ作品『オーシャンズ8』が製作されている。

## ストーリー
凄腕の泥棒で詐欺師でもあるダニー・オーシャンは、4年の服役を終えてニュージャージーの刑務所から仮出所した。服役中に練っていた犯罪計画を温めていたオーシャンは、すぐさま仮釈放の規則（州間移動の禁止）を破ってロサンゼルスにいる相棒のラスティ・ライアンと再会し、服役中に企てていた新しい盗みの計画を打ち明ける。それはラスベガスの3大カジノ「ベラージオ」「ミラージュ」「MGMグランド」の金が集まる地下巨大金庫からの現金強奪計画だった。ラスベガスに向かった2人は旧友で裕福なカジノホテル経営者であるルーベン・ティシュコフに計画を打ち明け、カジノの高度なセキュリティを熟知する彼は渋るものの、三大カジノの運営者でライバルであるテリー・ベネディクトに一泡吹かせることができるとして計画に出資することに賛同する。ネバダ州賭博委員会の規制により、カジノには客の掛け金を賄う現金を必ず保持しなければならない義務があり、ボクシングの世界タイトル・マッチ当日には少なくとも1億6000万ドル以上の巨額の現金が集まることが予想され、かくして3人はこの日を決行日と定める。
難題な案件のためにダニーとラスティは昔のツテを頼るなどして、全米中から8人の犯罪スペシャリストが集結する。イカサマ・ディーラーのフランク・キャットン、爆発物の専門家であるバシャー・ター、機械制御に長けるモロイ兄弟、電気通信の優秀なエンジニアであるリヴィングストン・デル、凄腕の曲芸師イエン、往年の名詐欺師ソール・ブルーム、そして伝説的な泥棒「ボビー・コールドウェル」の息子で、まだ駆け出しでチンケな犯罪しかしたことはないが「黄金の指を持つスリ」の異名を取る青年ライナス・コールドウェル。チームはベラージオの偵察を行い、建物の構造やセキュリティ、スタッフの状況などを把握していく一方で、必要な道具を揃えたり、身分を偽ったフランクやブルームをホテルに潜入させるなど準備を進めていく。その中で、ラスティは、ダニーの元妻であるテスが、現在はベネディクトの彼女であることを知る。今回の計画がダニーの個人的な復讐によること、そもそもテスを失ったショックで仕事をミスして刑務所に収監されたことから、ラスティら仲間たちはダニーの判断能力を疑って非難し、計画の遂行を危ぶむ。しかし、ダニーは私情によって計画に支障が出ることはないと周りを説得する。
計画当日。ベネディクトはホテル内にダニーがいることを知り、彼が良からぬことを企んでいると察して部下のブルーザーに命じてストレージルームに監禁させる。また、武器商人の裕福な客としてホテルを訪れ、警備室に入り込んでいたブルームは見るからに体調不良で、そのまま倒れて昏倒してしまう。しかし、実はこれはすべて計画通りであり、ダニーとブルーザーは旧知の仲で、ダニーは換気ダクトからホテルの内部へと入り込んでいた。ブルームの役割は、警備室の警備員たちの目を一時的にカメラから逸らし、リヴィングストンが密かにシステムを乗っ取るためのものであった。荷物に紛れて金庫室に入ったイエンは内部からセキュリティを破壊して、ダニーと合流する。バシャーがベガス一帯に大規模な停電を引き起こしてカジノやボクシング会場を混乱させた中で、ラスティはベネディクトに電話をかけ、金庫室を乗っ取ったことを伝える。警備室の監視カメラから状況を確認したベネディクトに対し、ラスティは半分の約1億ドルをホテル前に停めたバンに積み込み、これを見逃すことと、金庫室に潜入した仲間の安全を要求し、約束を守らない場合は金庫室に仕掛けた爆弾によって残る半分の金も失うことになると脅迫する。
状況が掴めないベネディクトは要求を飲むフリをして、現金の入ったカバンを積み込んでホテルを後にするバンを部下たちに追跡させ、また、金庫室には密かに連絡したSWATチームに制圧させようとする。しかし、SWATの制圧作戦は激しい銃撃戦になり、そのために犯人たちは残った現金ごと金庫室を爆破して結局、多額の現金は失われることとなってしまった。唯一の手がかりとなったバンの方は倉庫街で急停止し、部下たちが確認すると運転席には誰もおらず、遠隔操作されていた。さらに荷台が爆発し、積んであるはずの現金の代わりに何故かピンクチラシが舞い散る。SWATが撤退した後、金庫室に入って状況を確認するベネディクトは、確かに多額の現金が失われたことを確認しつつ、数日前に部屋の床に施したはずのベラージオのロゴが、監視カメラからの映像には無かったことに気づく。実は、監視カメラから見れた金庫室の映像はすべて前もって収録された映像であり、SWATの銃撃戦も爆発もすべて偽りであった。SWATの正体こそラスティら、ダニーの仲間たちの変装であり、そのまま撤退に見せかけて金庫内の現金をすべて持ち出していた。
ベネディクトは急いでダニーを監禁しているはずの部屋へ急行するが、そこにはそのままダニーがいた。ダニーの仕業だと確信するベネディクトは、金を返すよう要求するが、ダニーは何も知らないと白々しくとぼける。しかし、テスを諦めるなら自分のツテで金を取り返してやっても良いと提案し、ベネディクトはその要求を飲む。ところが、このやり取りは監視カメラを通して、テスが観るように仕組まれており、信じていたベネディクトの裏切りを彼女は知る。ダニーが、金の行方を追う方法として明らかな嘘を付いたためベネディクトは、仮釈放規則に違反しているダニーをそのまま警察に引き渡す。そこにテスが現れ、彼女はベネディクトを見捨て、ダニーに元に戻ることを誓う。ダニーの仲間たちはベラージオの噴水の前で勝利を喜びあった後、1人ずつその場を後にする。
後日、ダニーが改めて刑務所から出所したところ、駐車場にはラスティとテスが待っていた。再会を喜び合うダニーとテスは、ラスティの運転でその場を去る。その車の後を、ベネディクトの部下が尾行していくシーンで物語は終わる。

## 登場人物とキャスト

### オーシャンとその仲間
ダニエル(ダニー)・オーシャン（ジョージ・クルーニー）
主人公。作戦のリーダー兼立案者。その腕前から裏世界では有名な泥棒、詐欺師として名を馳せており、さまざまな人脈を持つ。「インカの婚礼用仮面」の強奪計画に失敗して逮捕されて、実刑を食らい、ニュージャージーの刑務所に入っていた。その間に妻テスに見切りをつけられ、離婚させられたが、かなり未練がある様子。
ラスティ・ライアン（ブラッド・ピット）
オーシャンの右腕で、チームのNO.2。オーシャン同様に交友関係が広く、経験豊富。仲間のスカウトをしていく。オーシャンが刑務所に入ってからはハリウッドの若手俳優にイカサマポーカーを教えていた。食事時間を省くために移動や仕事中に何かを食べている。愛車は1963年型フォード・ファルコン・フューチュラコンバーチブル。終盤にはオーシャンに「大金を儲けてもこんなオンボロに乗ってるのか」とからかわれる。
フランク・キャットン（バーニー・マック）
前科持ちのカジノのディーラー。賭博委員会から身を隠すため、ラモーン・エスカランテという偽名でアトランティックシティーのトランプ・プラザ・ホテル・アンド・カジノで働いており、ベネディクトのカジノに潜入する。頭の回転が速くライナスの仕事に一役買う。
ルーベン・ティシュコフ（エリオット・グールド）
ベガスのカジノホテル経営者で資産家。ラスベガスの裏に顔が利く一人で、オーシャンの駆け出しの頃の恩師でもある。同業者のベネディクトに自分のカジノホテルの一つを潰されてしまったため、ベネディクトを快く思っていない。作戦のスポンサーとして資金面をサポートする。
ちなみにエリオット・グールドの出演は監督のソダーバークが『ロング・グッドバイ』等のグールドの70年代の出演作品のファンであり、ソダーバーグたっての希望でグールドにルーベン役をオファーした。
バシャー・ター（ドン・チードル）
イギリス人の爆発物専門家。通称「人間火薬庫」。爆破で金庫を狙う強盗団を率いていたが、部下に恵まれず、捕まりかけた所をラスティに助けられる。当初の計画では停電を起こす予定が事故により停電させられなくなったことから、過去の仕事で知った電磁パルス発生器「ピンチ」を使って停電を起こすことを提案する。
日本語版では表現されていないが、イギリス出身者としてコックニー訛りが酷い。
バージル・モロイ（ケイシー・アフレック）
双子のモロイ兄弟の兄。弟との仲は悪いが何故かいつも一緒にいて、仕事は基本的に弟と一緒。ラジコンなどの操作に長ける。弟と共に潜入や変装も行う。
ターク・モロイ（スコット・カーン）
双子のモロイ兄弟の弟。兄との仲は悪いが何故かいつも一緒にいて、仕事は基本的に兄と一緒。主にドライバーを務めるが、兄と共に潜入や変装も行う。
イエン（シャオボー・チン）
バーナム・サーカスの中国雑技団曲芸師で非常に小柄な中国人だが、俊敏な運動神経と柔軟な体を持つ。英語は理解できるものの、基本的に中国語しか話さない。サーカス公演時のパフォーマンスを見たオーシャンから"あいつで決まりだ"と高い評価を受けている。
リヴィングストン・デル（エディ・ジェイミソン）
電気・通信・メカニック専門家。作戦に参加する前はFBI組織犯罪対策部の嘱託として電子技師をしていた。いつもどことなく挙動不審でオドオドしており、焦ると大量に汗をかく癖がある。
ソール・ブルーム（カール・ライナー）
往年の天才詐欺師。現在は高齢のためフロリダのセントピーターズバーグで隠居生活を送る。のんきでおっとりとした性格だが、作戦で東欧系の武器商人ライマン・ゼルガに化ける際は相手を恐縮させる男へとがらりと豹変する。
当初は乗り気ではなかったが、計画のスケールの大きさに昔の血が騒ぎ、参加を決意した。
ライナス・コールドウェル（マット・デイモン）
シカゴで「黄金の指を持つスリ」と呼ばれている青年。伝説的な泥棒「ボビー・コールドウェル」の息子。電車でサラリーマンの財布を狙うというつまらない生活を送っていたが、この仕事で父を超えられるというオーシャンの言葉で参加を決める。メンバーの中では若く経験が少ないことから計画では地味な役回りばかり任せられることに苛立ち、独断で行動して計画を何度か危機に陥れる。

### ホテル「ベラージオ」
テリー・ベネディクト（アンディ・ガルシア）
オーシャンが狙う3つの巨大カジノ「ベラージオ」、「ミラージュ」、「MGMグランド」のオーナー（ちなみにどれも実在するカジノホテルである）。表の顔は有能なカジノ経営者。しかし裏の顔は、プライドを潰された時は容赦なく相手を抹殺する、冷酷非道な男。
大富豪だが仕事熱心で、社員全員の顔と名前を記憶し、毎日カジノフロアに足を運んで、得意客への挨拶を欠かさない。セキュリティの暗証番号などの内部事情も全て熟知している。スペイン語、イタリア語に堪能で、日本語も勉強中（ソフト版の吹替では「中国語もメキメキと上達中」と台詞が替えられている）。ライナス曰く「ロボットのような男」。
テス（ジュリア・ロバーツ）
ベネディクトの現恋人でベラージオ美術館の館長。オーシャンの元妻で、彼の仕事を知って絶縁する。ベネディクトの裏の顔は知らない。
ブルーザー（スコット・L・シュワルツ）
ベネディクトがオーシャンを拷問するためにつれてきた大男のチンピラ。しかしオーシャンとは旧知の仲で作戦に協力する。子沢山で奥さんがまた妊娠している。
ベネディクトの手下の双子（デヴィッド・ソルタグ＆ラリー・ソルタグ）
ベネディクトが汚い仕事を行う際に請け負う巨漢の双子。オーシャンの監視と連行を機械的に行う。

### その他
バシャーの銀行強盗仲間（スティーヴン・ソダーバーグ）
序盤でバシャーと銀行強盗する一人、手前で眼鏡からゴーグルに掛け替える姿が彼。
ラスティのポーカー教室の生徒役として俳優たちが本人役で出演している（いずれも本人役）。
- トファー・グレイス
- ホリー・マリー・コームズ
- ジョシュア・ジャクソン
- バリー・ワトソン
- シェーン・ウェスト

## キャスト
| 役名                     | 俳優                                      | 日本語吹替 | 日本語吹替      |
| 役名                     | 俳優                                      | ソフト版   | フジテレビ版    |
| ------------------------ | ----------------------------------------- | ---------- | --------------- |
| ダニー・オーシャン       | ジョージ・クルーニー                      | 小山力也   | 磯部勉          |
| ラスティ・ライアン       | ブラッド・ピット                          | 細井治     | 堀内賢雄        |
| ライナス・コールドウェル | マット・デイモン                          | 竹若拓磨   | 桐本琢也        |
| フランク・キャットン     | バーニー・マック                          | 茶風林     | 銀河万丈        |
| バシャー・ター           | ドン・チードル                            | 大黒和広   | 檀臣幸          |
| バージル・モロイ         | ケイシー・アフレック                      | 小森創介   | 村治学          |
| ターク・モロイ           | スコット・カーン                          | 木下浩之   | 古田信幸        |
| イエン                   | シャオボー・チン                          | 小野塚貴志 | 樫井笙人        |
| リヴィングストン・デル   | エディ・ジェイミソン                      | 渡辺穣     | 田原アルノ      |
| ルーベン・ティシュコフ   | エリオット・グールド                      | 富田耕生   | 内海賢二        |
| ソール・ブルーム         | カール・ライナー                          | 大木民夫   | 富田耕生        |
| テリー・ベネディクト     | アンディ・ガルシア                        | 内田直哉   | 大塚芳忠        |
| テス                     | ジュリア・ロバーツ                        | 佐々木優子 | 勝生真沙子      |
| ブルーザー               | スコット・L・シュワルツ                   | 天田益男   | 木村雅史        |
| ウォルシュ               | マイケル・デラノ                          | 長克巳     | 稲葉実          |
| ビリー                   | ジョー・ラ・デュー                        | 岩田安生   | 小島敏彦        |
| シャーメイン             | ケリー・アドキンス                        | 小池亜希子 | 石津彩          |
| バッキー・ブキャナン     | リチャード・リード                        | 田中正彦   |                 |
| トファー・グレイス       | トファー・グレイス                        | 奥田啓人   | 奥田啓人        |
| ホリー・マリー・コームズ | ホリー・マリー・コームズ                  | 小池亜希子 | 斎藤恵理        |
| ジョシュア・ジャクソン   | ジョシュア・ジャクソン                    |            | 遠藤純一        |
| バリー・ワトソン         | バリー・ワトソン                          |            | 桐本琢也        |
| シェーン・ウェスト       | シェーン・ウェスト                        | 小森創介   | 竹田雅則        |
| ボクシングの観客         | アンジー・ディキンソン ヘンリー・シルヴァ |            |                 |
| ベネディクトの手下の双子 | デヴィッド・ソルタグ ラリー・ソルタグ     | 木村雅史   | 宝亀克寿 谷昌樹 |
| バーテンダー             | マーク・ギャント                          |            | 青山穣          |
| ディーラー               | ロリ・ガリンスキー                        | 久保田民絵 | 榎本智恵子      |
| 技師                     |                                           |            | 仲野裕 遠藤純一 |
| 監視員                   |                                           |            | 竹田雅則        |

- ソフト版
その他声の出演者：井上文彦、大水忠相
演出：清水洋史、翻訳：アンゼたかし、調整：高橋昭雄、プロデューサー：尾谷アイコ／小出春美（ワーナー・ホーム・ビデオ）、編集：オムニバス・ジャパン
日本語版制作：ワーナー・ホーム・ビデオ／東北新社
- フジテレビ版：初回放送2005年1月15日『プレミアムステージ』（21:00-23:19）
演出：伊達康将、翻訳：松崎広幸、調整：柳川久子、プロデューサー：中島良明／遠藤恵（フジテレビ）、効果：サウンドボックス
日本語版制作：東北新社

## 製作
2000年1月、ワーナー・ブラザースはスティーヴン・ソダーバーグと共に、ジョージ・クルーニー、ブラッド・ピット、ジュリア・ロバーツを主演に据えた『オーシャンと十一人の仲間』（1960年）のリメイクの企画を進めていた。ライナス・コールドウェル役にはジョニー・デップ、双子のマロイ兄弟役にはルーク・ウィルソンとオーウェン・ウィルソンが候補に挙がっていたが、ウィルソン兄弟は『ザ・ロイヤル・テネンバウムズ』への出演が決まったため、出演を断念した。マイク・マイヤーズ、ブルース・ウィリス、ユアン・マクレガー、アラン・アーキン、レイフ・ファインズも出演者の候補として挙がっていたが、いずれも辞退した。映画製作者のジョエルとイーサンのコーエン兄弟が、ウィルソン兄弟の代役として検討されていたが、最終的にソダーバーグはスコット・カーンとケイシー・アフレックを起用した。ライナス・コールドウェル役では当初はマーク・ウォールバーグが検討されていたが、リメイクされた『PLANET OF THE APES/猿の惑星』への出演を選んだため、マット・デイモンに置き換えられた。一方、クルーニーは、本作の出演のために『運命の女』の主役を辞退せねばならなかった。
劇中に登場する強力な電磁波を発生させて大規模停電を引き起こさせる機械「ピンチ（pinch）」は、完全に架空のものではなく、実在する「Zマシン（Zピンチ）」を基にしている。ただし、劇中で起こされた規模の停電を引き起こすにはサイズが合わず、その点で非現実的である。

## 評価

### 興行成績
オーシャンズ11の制作費は約8,500万ドルであった。公開初週（週末）は、3800万ドルの興行収入だったと推定され、1位であった。最終的な成績はアメリカでは183,417,150ドル、アメリカ国外では267,311,379ドルで、世界全体では450,728,529ドルであった。

### 批評家
レビュー集計サイト「Rotten Tomatoes」では172件のレビューを基に82%の支持、平均評価は7/10となっている。同サイトの批評コンセンサスでは「テンポが良く、ウィットに富んでいて、スターが勢揃いし、クールでスタイリッシュに留まらず、エンターテイメント性にも優れている。オーシャンズ11は良く味付けされたポップコーン・エンターテイメント（深みはないが何も考えずに楽しめる映画のこと）である」。Metacriticでは、35人の批評家を基に100点満点中74点の加重平均スコアを獲得しており、「全般的に好意的な評価」としている。CinemaScoreでは、A+からFまでの平均点で「B+」と評価されている。
ピープル誌は本作を「最初から最後まで純粋に楽しい」と評し、その年の年末のベスト映画の1つに選んだ。ニューズウィーク誌では本作は「指を鳴らして高揚感に包まれながら弾むように展開する」と述べ、ソダーバーグに対して「今まで深みのある映画を製作していたが・・・・・・　この軽妙なケイパー映画には何のためらいもない」と評している。タイム誌の批評家リチャード・コーリス（Richard Corliss）は「何の役にも立たない」と批判した。2008年11月に行われたエンパイア誌による読者投票「史上最高の映画500本」（エンパイア賞）では本作が500番目にランクインした。エンターテインメント・ウィークリー誌は、「オーシャンズ11の強盗シーン」を、10年間でのベストシーン一覧に挙げ、「難攻不落のラスベガスの3つのカジノと、個性的な11人の犯罪者によるスティーヴン・ソダーバーグ監督の2001年の作品は、ここ10年で最も成功した強盗のシークエンスであった」と述べている
。
本作において、イギリスの労働階級出身の役を演じたドン・チードルは、コックニー訛りを身につける必要があったが、この訛りが批評家たちから手厳しい評価を受け、映画界において最悪の訛りの一つとして知られている。チードルはこの件に関してコメントし、「イギリス人の友人たちは・・・　オーシャンズ13では本当に酷いロンドン訛りだと言っている。あなたは知っているんだと思うが、俺は本当にこの訛りを練習したんだ。ロンドンに行って、人と会話して、学んだんだよ・・・・・・　それで私のエージェントはこれで大丈夫だと言ってくれてね、だから参っているけど。皆に笑われてもね。もちろん、彼女はクビにしたさ」。

## 楽曲
- "Cha Cha Cha" performed by Jimmy Luxury and The Tommy Rome Orchestra
- "The Projects" performed by en:Handsome Boy Modeling School" featuring デ・ラ・ソウル
- "Papa Loves Mambo" performed by ペリー・コモ
- "Take My Breath Away" performed by Berlin
- "Spirit in the Sky" by ノーマン・グリーンバウム
- "Blues in the Night" performed by クインシー・ジョーンズ
- "Caravan" performed by Arthur Lyman
- "A Little Less Conversation" performed by エルビス・プレスリー(ジャンキーXL Remix)
- "Gritty Shaker" performed by デイビッド・ホルムズ
- "Misty" performed by リベラーチェ
- "Dream, Dream, Dream" performed by パーシー・フェイス
- "Moon River" performed by  リベラーチェ
- "Theme For Young Lovers" performed by パーシー・フェイス
- "69 Police" performed by デイビット・ホルムズ|
- "Clair de Lune" performed by フィラデルフィア管弦楽団 (指揮:ユージン・オーマンディ)

## ソフト化
日本ではワーナー・ブラザース・ホームエンターテイメントよりDVD、ブルーレイが発売。
- オーシャンズ11 特別版（DVD1枚組、2002年8月9日発売）
- オーシャンズ11 ブルーレイ版（1枚組、2008年6月11日発売）

## テレビ放送
| 回数 | テレビ局   | 番組名（放送枠名） | 放送日         | 放送時間      | 放送分数 | 視聴率 |
| ---- | ---------- | ------------------ | -------------- | ------------- | -------- | ------ |
| 1    | フジテレビ | プレミアムステージ | 2005年1月15日  | 21:00 - 23:19 | 139分    | 16.5%  |
| ２   | フジテレビ | 土曜プレミアム     | 2006年7月29日  | 21:00 - 23:24 | 144分    | 12.6%  |
| ３   | 日本テレビ | 金曜ロードショー   | 2008年10月31日 | 21:00 - 22:54 | 114分    | 11.2%  |
| ４   | TBS        | 水曜プレミア       | 2013年11月20日 | 21:00 - 22:54 | 114分    | 7.6%   |
| ５   | フジテレビ | 土曜プレミアム     | 2018年8月11日  | 21:00 - 23:10 | 130分    | 6.0%   |

- 視聴率はビデオリサーチ調べ、関東地区・世帯・リアルタイム。

## 舞台

### 宝塚歌劇団での上演記録
脚本・演出は、小池修一郎が担当。以降の再演・外部舞台も担当している。
- 2011年 - 星組公演（初演）
- 2013年 - 花組公演
- 2019年 - 宙組公演

### その他の日本公演
2014年に香取慎吾の主演で、東急シアターオーブと梅田芸術劇場で上演。宝塚版と同じく、脚本・演出は小池修一郎が担当。
|                          | 2014年                                    |
| ------------------------ | ----------------------------------------- |
| ダニー・オーシャン       | 香取慎吾                                  |
| テス・オーシャン         | 観月ありさ                                |
| ラスティー・ライアン     | 山本耕史                                  |
| テリー・ベネディクト     | 橋本さとし                                |
| クイーン・ダイアナ       | 霧矢大夢                                  |
| ライナス・コールドウェル | 真田佑馬                                  |
| イエン                   | 坂元健児（東京公演） 平間壮一（大阪公演） |
| リビングストン・デル     | 水田航生                                  |
| バージル・モロイ         | 安井謙太郎                                |
| ターク・モロイ           | 萩谷慧悟                                  |
| ルーベン・ティシュコフ   | 芋洗坂係長                                |
| ソール・ブルーム         | 斉藤暁（東京公演） 治田敦（大阪公演）     |
| フランク・カットン       | 角川裕明                                  |
| バシャー・ター           | ラッキィ池田                              |

## その他
前述のようにハリウッドを代表する多くの俳優たちが出演しているが、スタッフや主演のジョージ・クルーニーの説得などで出演料はその人物の一般的な額の半額などでOKしたため、出演料の総額が低く抑えられている。特に有名なエピソードとして当時アカデミー賞受賞直後で人気絶頂のジュリア・ロバーツに対し、「君が1本につき20（millionドル＝2000万ドル）取るって聞いてね」とのメモが同封された脚本を送った。脚本には20ドル札が挟まれていたという。

## リブート
2017年、リブートした映画『オーシャンズ8』が制作され、本作の主人公ダニー・オーシャンの妹のデビー・オーシャン（サンドラ・ブロック）を主人公として2018年に公開された。